# Суперкубок Сектора Гази з футболу 2017
Суперкубок Сектора Гази з футболу 2017  — 6-й розіграш турніру. Матч відбувся 15 вересня 2017 року між чемпіоном Сектора Гази клубом Аль-Садака та володарем Кубка Сектора Гази клубом Шабаб (Рафах).
| Володар Суперкубка Сектора Гази 2017 |
| ------------------------------------ |
|                                      |
| Шабаб (Рафах) Третій титул           |

## Матч

### Деталі
| 15 вересня 2017 16:30 (EEST) |

| Аль-Садака | 1:1      | Шабаб (Рафах) |
| --- | -------- | --- |
| Мохаммад Баракат 62' (пен.) | Протокол | Мохаммад Альсатрі 9' |
| | Пенальті | |
| Мохаммад Абу Хасанін · Мохаммад Альдері · Мохаммад Абу Тоха · Мохаммад Абу Наджі · Мохаммад Баракат · Самі Салем · Мохаммад Абу Хашіш · Махмуд Аламоді | 5:6      | Валід Абу Дан · Мохаммад Абу Дан · Бассам Кешта · Майсара Альбаваб · Саїд Аль-Собахі · Мохаммад Абу Хашім · Мохаммад Альшаер · Мохаммад Альсатрі |

| Спорт Сіті, Хан-Юніс Арбітр: Халед Абу Альхаїр |